# Duiquer comú
El duiquer comú (Sylvicapra grimmia) és l'únic membre del gènere Sylvicapra. És àmpliament distribuït per Àfrica i n'existeixen unes 19 subespècies.